# The Beloved
A The Beloved 1983-ban alakult brit elektronikus zenei együttes Londonból. Megalakulása idején eredetileg post punk/new wave együttes volt, majd az 1980-as évek végén stílusváltáson ment keresztül, és a house/alternative dance irányába mozdult, ezt követően munkásságuk hazájukban és nemzetközileg is sikeres lett.
Legismertebb daluk az 1993-ban megjelent "Sweet Harmony", továbbá sikeres szerzeményeik még a "The Sun Rising", a "Hello", a "Your Love Takes Me Higher", illetve a "Satellite". A The Beloved tagjai közül mára csak Jon Marsh aktív, a korábbi tagok Steve Waddington, Tim Havard, Guy Gausden és Helena Marsh voltak.

## Diszkográfia

### Stúdióalbumok
- Where It Is (1988)
- Happiness (1990)
- Blissed Out (1990)
- Conscience (1993)
- X (1996)
- Single File (1997; válogatásalbum)